# Abiel Bethel Revelli di Beaumont

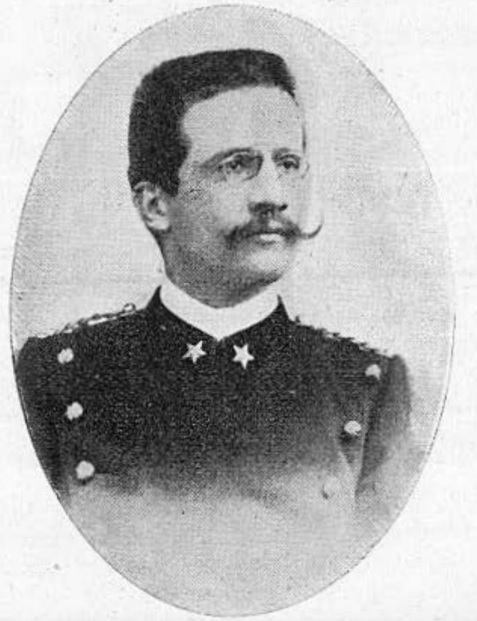

Abiel Bethel Revelli di Beaumont (Sciolze, ottobre 1864 – Torino, 31 dicembre 1929) è stato un militare e progettista italiano.

## Biografia
Provenendo da una famiglia di antica nobiltà piemontese, fu avviato alla carriera di ufficiale di artiglieria nel Regio Esercito. Nel periodo che va dalla Guerra italo-turca al primo dopoguerra fu il più importante progettista italiano di armi portatili, specialmente nel settore delle mitragliatrici e delle armi automatiche. In particolare, egli ideò la rivoluzionaria Villar Perosa, sparante una munizione 9 × 19 mm Glisenti e considerata quindi la prima pistola mitragliatrice della storia.
Si sposò con Lucia Bonomi. Uno dei figli, Gino, seguì le orme paterne fondando, insieme a Francesco Nasturzio, la Società Autonoma Revelli Manifattura Armiguerra per la produzione del fucile semiautomatico di sua concezione Armaguerra Mod. 39. Un altro figlio, Mario Revelli di Beaumont, fu un famoso designer e pilota motociclistico italiano.

## Progetti
- pistola semiautomatica Glisenti Modello 1910
- mitragliatrice media Fiat-Revelli Mod. 1914
- mitragliatrice aeronautica Fiat Mod. 14 tipo Aviazione
- pistola mitragliatrice Villar Perosa
- pistola mitragliatrice OVP
- mitragliatrice leggera SIA Mod. 1918
- mitragliatrice di squadra Fiat Mod. 1926
- cannoncino automatico FIAT-Revelli da 25,4 Mod. 1917